# Velimir Radičević
Velimir Radičević, črnogorski general, * 14. junij 1914, Goričani, † 18. april 2017, Beograd.

## Življenjepis
Leta 1936 je postal član KPJ in leta 1941 se je pridružil NOVJ. Med vojno je bil politični komisar več enot.
Po vojni je bil politični komisar divizije, pomočnik poveljnika za politično-pravne zadeve vojaškega področja,...